# Bosset
Bosset ist eine französische Gemeinde mit 233 Einwohnern (Stand 1. Januar 2022) im Département Dordogne in der Region Nouvelle-Aquitaine (vor 2016: Aquitanien). Die Gemeinde gehört zum Arrondissement Bergerac und zum Kanton Pays de la Force.
Der Name in der okzitanischen Sprache lautet Bòsc sec. Er leitet sich vom lateinischen bos siccus (deutsch dürrer Baum) ab.
Die Einwohner werden Bossetois und Bossetoises genannt.

## Geographie
Bosset liegt rund 15 Kilometer nordwestlich und damit im Einzugsbereich (Aire urbaine) von Bergerac in der Region Landais der historischen Provinz Périgord.
Das Gemeindegebiet ist heute zu 50 % mit Wald bedeckt.

### Nachbargemeinden
Umgeben ist Bosset von den Nachbargemeinden
| Saint-Géry |                                             | Les Lèches |
|            | Kompassrose, die auf Nachbargemeinden zeigt |            |
| Fraisse    | Saint-Georges-Blancaneix                    | Lunas      |

### Gewässer
Bosset liegt im Einzugsgebiet des Flusses Dordogne.
Die Lidoire, ein rechter Nebenfluss der Dordogne, entspringt in Bosset. Der Ruisseau du Vert, ein Zufluss des Eyraud, bewässert ebenfalls das Gebiet der Gemeinde.

## Geschichte
Die Kirchengemeinde von Bosset wurde im 13. Jahrhundert erstmals erwähnt. Während der Französischen Revolution floh im Jahre 1792 der Pfarrer der Gemeinde namens de Falgère nach Spanien, um sich nicht selbst untreu zu werden. Einige Jahre später überquerte er wieder die Grenze, um 1826 in seinem Dorf zu sterben. Bis zum Ersten Weltkrieg war Bosset für seinen Viehmarkt bekannt, der am ersten Dienstag in den Monaten Februar, März, April, Mai und September abgehalten wurde. Alle Flächen des Ortes wurden hierfür genutzt: der Schulhof für Rinder der Rassen Limousin und Blonde d’Aquitaine, die aus den Tälern der Dronne und der Isle stammten, der Dorfplatz neben dem heutigen Lebensmittelladen für Schafe. Auf der Landstraße Richtung Lunas wurden Schweine gehandelt, die anderen Händler hatten ihre Stände entlang des Friedhofs. Zu Beginn des 20. Jahrhunderts war das Gebiet der Gemeinde vor allem von Weinbergen durchsetzt, die durch den Befall der Reblaus in der Folge verschwanden.

### Toponymie
Toponyme und Erwähnungen von Bosset waren:
- Borses (1286, Kirchenregister des 13. Jahrhunderts),
- Boscus Siccus (1382, Niederschrift von Pierre des Mortiers),
- Podium voc. Beausset (1466, Collection de l’abbé de Lespine),
- Bosseq (1677, Notare aus Bergerac),
- Beaucé (1734, Register der Kirchengemeinden),
- Bossuet (1744, Notare aus Bergerac),
- Bosset (1750, 1793 und 1801, Karte von Cassini, Notice Communale bzw. Bulletin des Lois).[5][6][7]

### Einwohnerentwicklung
Nach Beginn der Aufzeichnungen stieg die Einwohnerzahl in der ersten Hälfte des 19. Jahrhunderts auf einen Höchststand von 565. In der Folgezeit sank die Größe der Gemeinde bei relativ kurzen Erholungsphasen bis zu den 1960er Jahren auf ein Niveau von rund 200 Einwohnern, das bis heute gehalten wird.
| Jahr      | 1962 | 1968 | 1975 | 1982 | 1990 | 1999 | 2006 | 2010 | 2022 |
| --------- | ---- | ---- | ---- | ---- | ---- | ---- | ---- | ---- | ---- |
| Einwohner | 216  | 204  | 199  | 182  | 209  | 206  | 202  | 199  | 233  |

## Politik

### Wappen
| | [ 9 ] |
| Wappenbegründung: Der dürre Baum steht für den Ursprung des Namens (lateinisch bos siccus (= dürrer Baum)) der Gemeinde, die Jakobsmuschel weist auf den Schutzpatron der Gemeinde, den Apostel Jakobus der Ältere, hin. |       |

### Städtepartnerschaft
Bosset unterhält seit 2018 eine Städtepartnerschaft mit Santibáñez de Valcorba in der Autonomen Region Kastilien und León in Spanien.

## Sehenswürdigkeiten

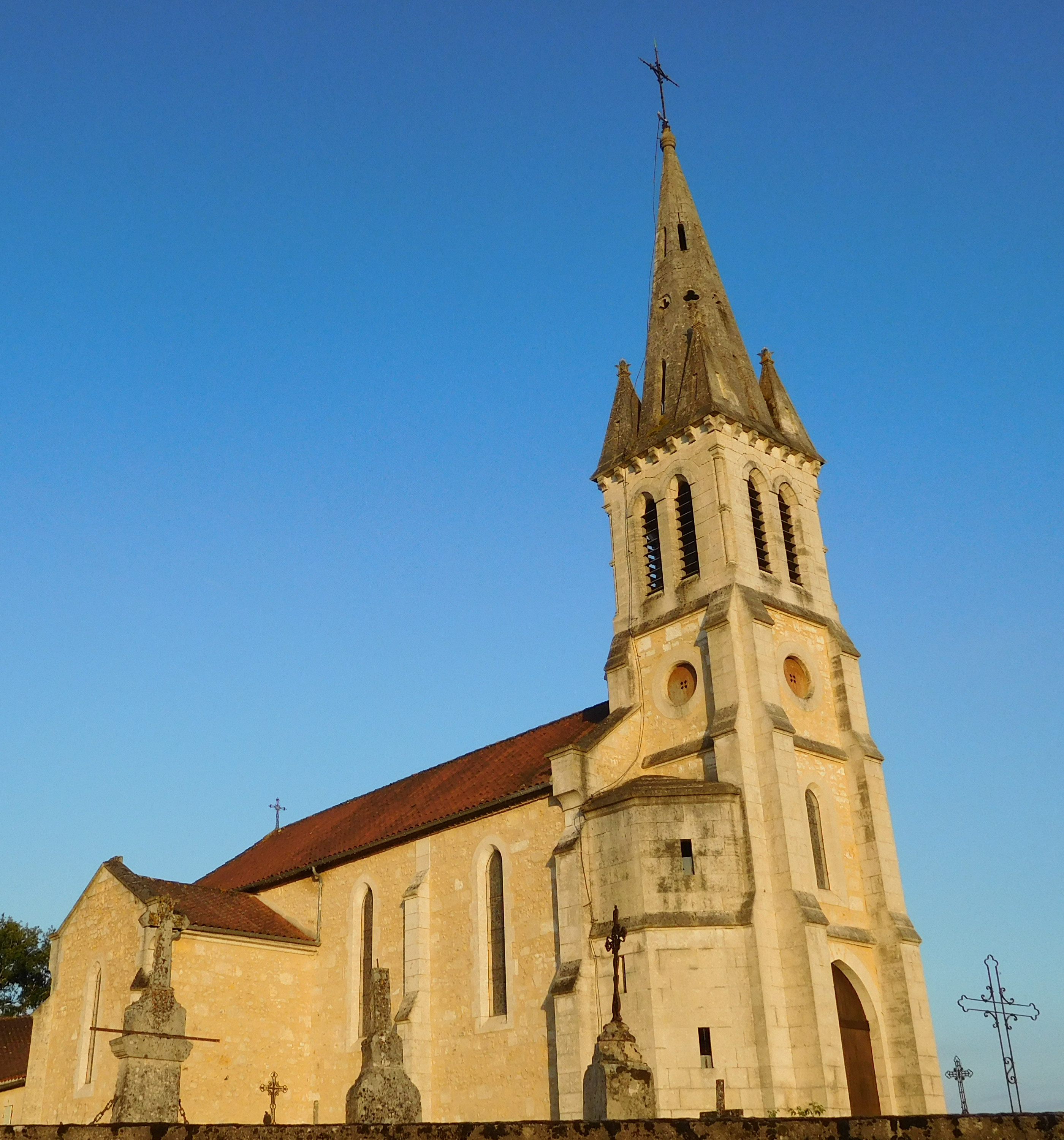
Pfarrkirche Saint-Jacques

### PfarrkircheSaint-Jacques
Die heutige, dem Apostel Jakobus dem Älteren geweihte Kirche war ursprünglich im romanischen Stil erbaut und wurde im 19. Jahrhundert im neugotischen Stil restauriert. Sie besitzt ein Langhaus mit zwei Seitenschiffen, ein Transept und eine halbrunde Apsis. Der Zugang erfolgt über eine Vorhalle, über der sich ein mehrstöckiger Glockenturm mit einem Helm erhebt. Die Kirche liegt an einem der Nebenwege der Pilgerwege nach Santiago de Compostela.

## Wirtschaft und Infrastruktur
In Bosset befinden sich zahlreiche Ferienhäuser und ein Hotel-Restaurant. Handel und Handwerk stehen für wichtige Wirtschaftsfaktoren der Gemeinde. Die Landwirtschaft wird geprägt u. a. durch die Geflügelzucht und die Erzeugung von Ziegenkäse.

### Sport und Freizeit
Der Rundweg Boucle de Bosset besitzt bei einem Höhenunterschied von 45 Meter eine Länge von 4,7 Kilometer. Er führt vom Zentrum durch das Gebiet der Gemeinde.

### Verkehr
Bosset wird durchquert von der Route départementale 16, die die Gemeinde mit Les Lèches im Norden und Saint-Georges-Blancaneix im Süden verbindet.